# اسپرگر (تگزاس)
اسپرگر (به انگلیسی: Spurger) یک منطقهٔ مسکونی در ایالات متحده آمریکا است که در شهرستان تایلر، تگزاس واقع شده‌است.